# Culham Cut

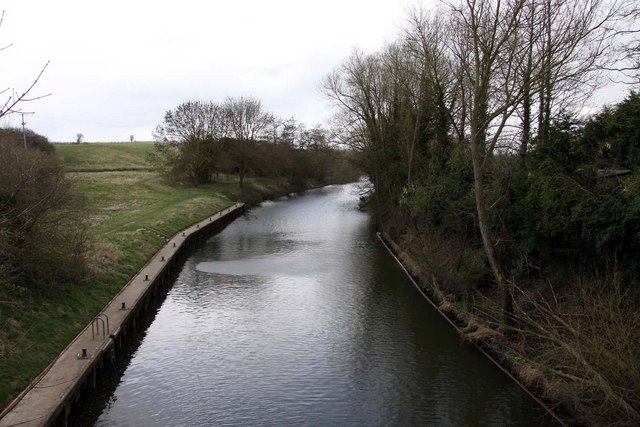
Der Culham Cut von einer Brücke

Der Culham Cut ist ein Kanal südlich von Culham in Oxfordshire, England. Durch den Kanal wird ein Bogen der Themse bei Sutton Courtenay umgangen.
Der Kanal wurde von 1809 bis 1810 zusammen mit dem Culham Lock von der Thames Navigation Commission gebaut und ist 1300 m lang. Er ist der zweittiefste Kanal der Themse. Er ist 0,28 m flacher als der Sandford Lock.
Des Weiteren gibt es am Culham Cut verschiedene Brücken, die über den Kanal hinüberführen.
Koordinaten: 51° 38′ 57,3″ N, 1° 16′ 41,4″ W